# Arroyo Guajaraz
El arroyo o río Guajaraz es un pequeño afluente del río Tajo, ubicado en la parte central de la península ibérica. Nace en el término municipal de Mazarambroz, en la provincia de Toledo, y desemboca en el Tajo a la altura de la Dehesa de Daramezas, en el municipio de Guadamur. Entre Casasbuenas, Layos y Argés, se ubica el Embalse Guajaraz, situado entre estos términos municipales, que abastece de agua a la región. Además, cerca de este embalse, se encuentra la localidad homónima de Guajaraz, que es pedanía de Argés.
En la antigüedad, los romanos construyeron una presa sobre el Guajaraz, conocida como la Presa de La Alcantarilla, ubicada entre Mazarambroz y Sonseca, cuya estructura se encuentra actualmente en ruinas. Esta presa formaba parte de una red de suministros de agua para la ciudad de Toledo.
El embalse moderno tiene una capacidad de 1000 litros de agua en su presa.

## Toponimia
El nombre «Guajaraz» se considera un hidrónimo de origen árabe, derivado de wādī al-ḥarāz, que se traduce como «río de los espinos». Esta etimología refleja la vegetación característica de la zona, dominada por encinares y matorrales espinosos. Además, el sufijo «-az» en la toponimia manchega puede indicar un diminutivo, sugiriendo «arroyuelo» o «pequeño río». Por lo tanto, «Guajaraz» podría interpretarse como «pequeño arroyo de los espinos».

## Geografía
El arroyo Guajaraz nace en Mazarambroz, define la frontera con Sonseca, se separa y discurre al oeste de este municipio y corta en dos a Casasbuenas. A continuación, llega al Embalse de Guajaraz, que se encuentra entre los términos de Casasbuenas, Layos y Argés. Define la frontera entre Casasbuenas y Layos, y luego corta en dos el municipio de Argés. Continúa por el término municipal de Toledo, hasta llegar a Guadamur, en la Dehesa de Daramezas, donde desemboca en el río Tajo.e
El arroyo Guajaraz divide la comarca de La Sisla en Sisla Menor (al este del arroyo) y Sisla Mayor (al oeste del arroyo). 

## Embalse de Guajaraz

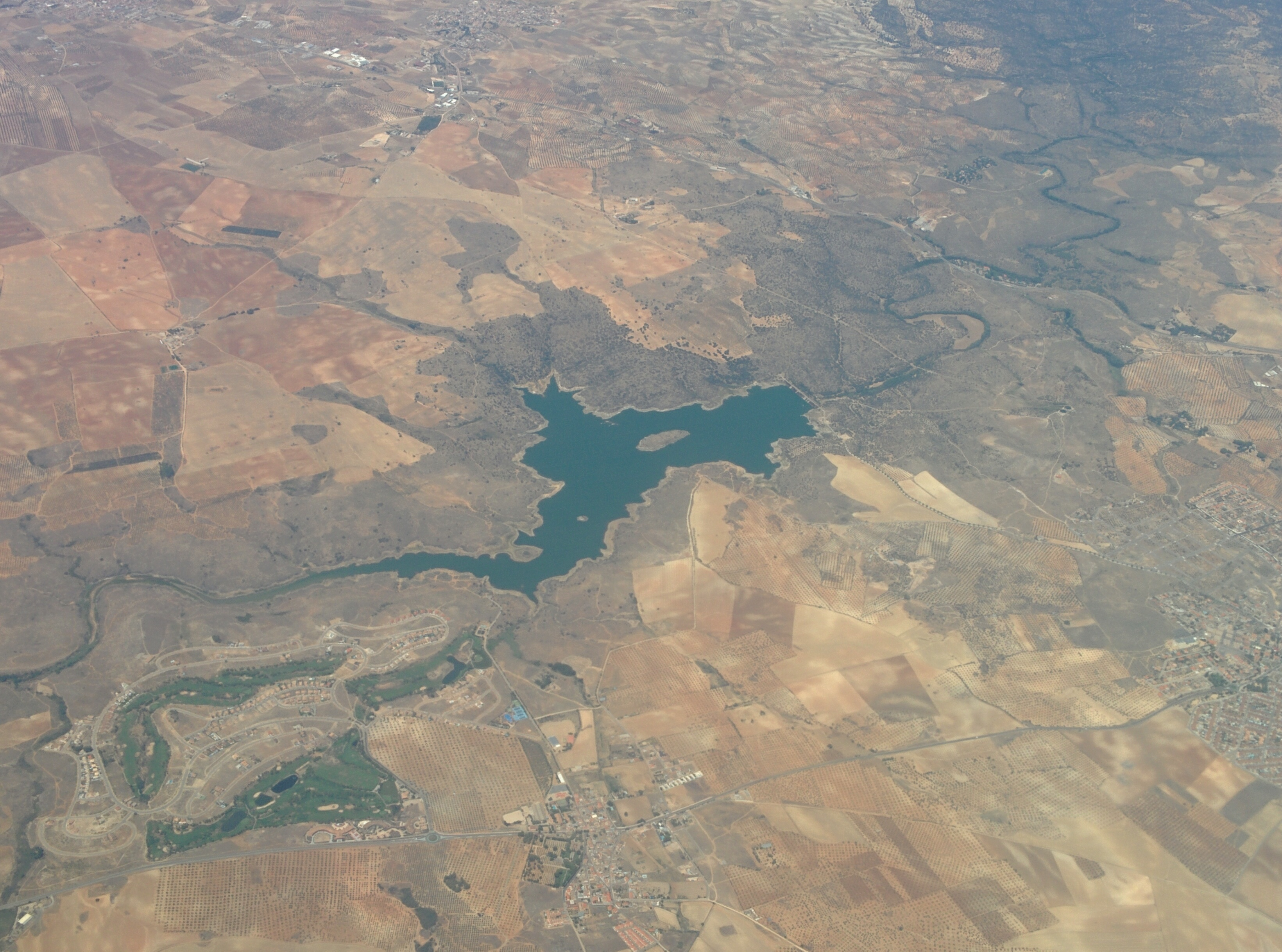
Vista aérea del embalse de Guajaraz

El embalse se encuentra en los pueblos de Argés, Layos y Casasbuenas. La presa se encuentra en el municipio de Argés. 